# Psapharochrus polystictus
Psapharochrus polystictus là một loài bọ cánh cứng trong họ Cerambycidae.